# Iron Fist
Iron Fist (Daniel "Danny" Rand) és un personatge de ficció que apareix en els còmics de Marvel Comics. Creat per Roy Thomas i Gil Kane, Iron Fist va aparèixer a Marvel Premiere nº15 (maig de 1974). El personatge és un practicant de les arts marcials i el portador d'una força mística coneguda com el Puny de Ferro, la qual li permet invocar i concentrar el seu txi. Està habilitat és obtinguda de la ciutat de K'un Lun que només és oberta als visitants cada deu anys. Va protagonitzar la seua primera sèrie de còmics als 70, i va compartir el títol de Power Man i Iron Fist durant diversos anys amb Luke Cage, fent equip amb Cage fins a formar l'equip Heroes for Hire. El personatge ha protagonitzat diversos còmics al llarg dels anys; incloent The Immortal Iron Fist, que va expandir els orígens i la història d'Iron Fist.
Iron Fist ha estat adaptat en diversos videojocs i sèries de televisió. Finn Jones va interpretar el personatge a les sèries d'imatge real Iron Fist, The Defenders, i Luke Cage; totes del Marvel Cinematic Universe.
Una sèrie limitada de cinc números, escrita per Alyssa Wong i amb art de Michael YG, es va llançar el febrer de 2022 i va revelar Lin Lie com el nou Puny de Ferro i Rand en un paper secundari.

## Història de la publicació

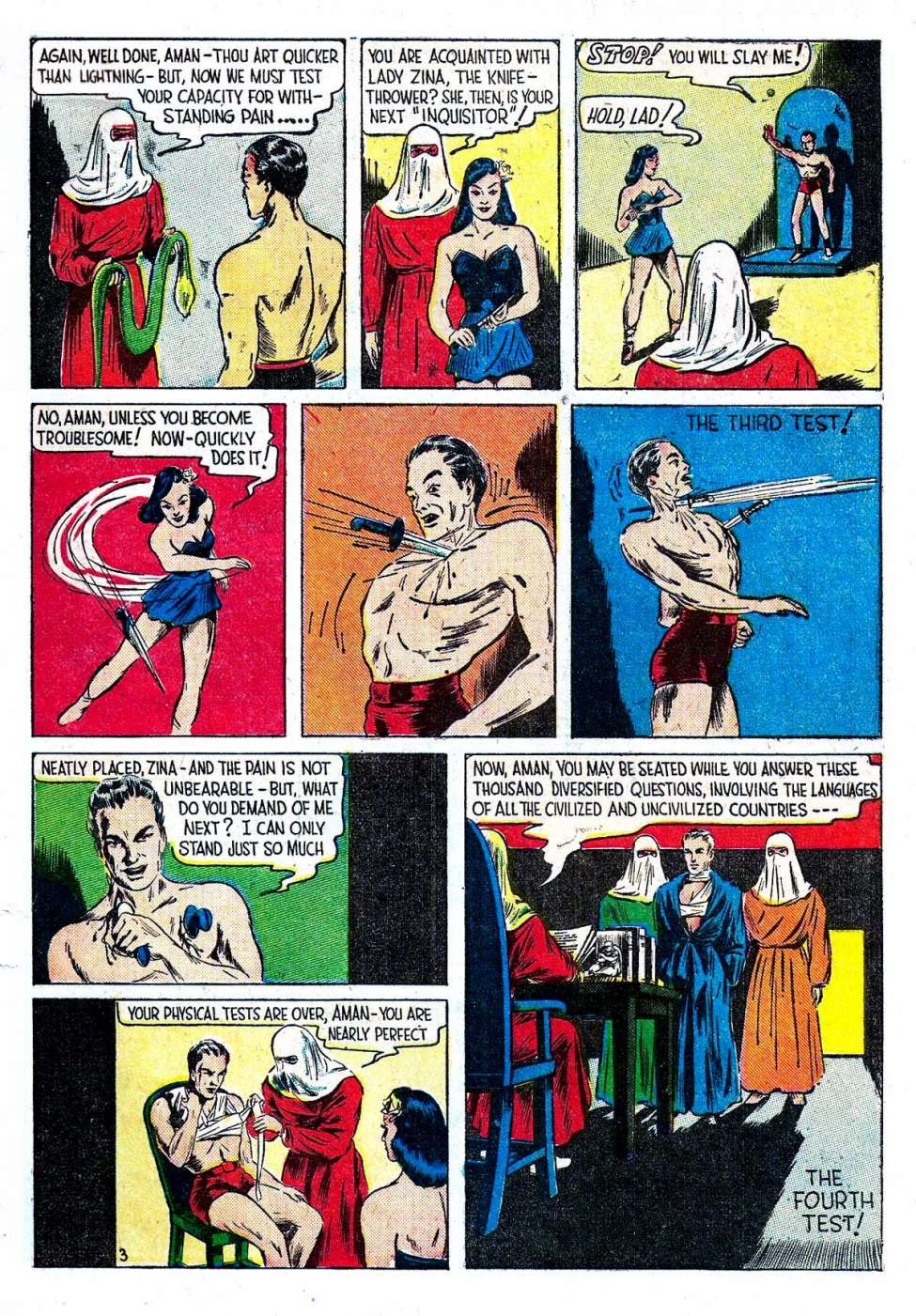
Amazing-Man a Amazing-Man Comics nº#5 (setembre de 1939). Art de Bill Everett

Iron Fist, juntament amb l'anteriorment creat Shang-Chi, Mestre de Kung Fu, va sorgir a Marvel Comics durant una moda en la cultura pop estatunidenca a principis dels 70 en relació als herois d'arts marcials. El guionista i cocreador Roy Thomas va escriure a Marvel Premiere nº15 que l'origen i la creació d'Iron Fist es devien al personatge de Bill Everett, John Aman, the Amazing-Man, creat el 1939. Thomas més tard va escriure que ell i l'artista/co-creador Gil Kane havien:
| «             | Vaig començar "Iron Fist" perquè havia vist la meva primera pel·lícula de kung fu, fins i tot abans que n'hagués sortit una de Bruce Lee, i hi havia una cosa que es deia "la cerimònia de l'Iron Fist". Vaig pensar que era un bon nom, i ja teníem Mestre de Kung Fu, però vaig pensar: "Potser un superheroi anomenat Iron Fist, tot i que tinguéssim Iron Man, seria una bona idea". [A l'editor] A Stan [Lee] li va agradar el nom, així que vaig agafar Gil i va aportar les seves influències de Amazing Man, i vam dissenyar el personatge junts. | » |
| — Roy Thomas, | |   |

La pel·lícula esmentada per Thomas és King Boxer, també coneguda com Five Fingers of Death (1972), que presenta la tècnica Puny de Ferro.